# Glinai rendőrállomás elleni támadás
A glinai rendőrállomás elleni támadás a szerb lázadóknak 1991. június 26 és július 27 között a Jugoszláv Néphadsereg (JNA) segítségével végrehajtott támadása volt a közép-horvátországi Glina város rendőrállomása ellen. A horvát erők gyenge fegyverzete, Horvátország továbbra is kedvezőtlen nemzetközi helyzete, a szerb lázadók és a JNA nagy technikai és emberi fölénye, valamint a helyi szerb lakosság lázadóknak nyújtott támogatása miatt a horvát rendőrség végül kénytelen volt távozni az őrsről és a horvát etnikumú lakossággal kivonulni városból. Így a város a szerb erők kezébe került.

## Előzmények
1990-ben, az első szabad választásokon  a Horvát Szocialista Köztársaság kormánypártja választási vereséget szenvedett a Horvát Demokratikus Közösségtől (horvátul: Hrvatska demokratska zajednica – HDZ), mely azt eredményezte, hogy a szerbek és a horvátok közötti etnikai feszültség tovább fokozódott,. A Jugoszláv Néphadsereg (szerbül: Jugoslovenska Narodna Armija – JNA) az ellenállás minimalizálása érdekében elkobozta Horvátország területvédelmi erőinek (horvátul: Teritorijalna obrana – TO) fegyvereit. Augusztus 17-én a feszültség a horvátországi szerbek nyílt lázadásává fajult, amelynek középpontjában a dalmát hátország túlnyomórészt szerbek lakta részei, Knin környéke (Splittől körülbelül 60 kilométerre északkeletre), valamint Lika, Kordun, Banovina és Kelet-Horvátország szerb többségű részei helyezkedtek el. 1991 januárjában Szerbia Montenegró, valamint a szerbiai Vajdaság és Koszovó tartományok támogatásával sikertelenül próbálta megszerezni a jugoszláv elnökség jóváhagyását a horvát biztonsági erők lefegyverzésére irányuló JNA-hadművelethez. A kérést elutasították, és a szerb felkelők és a horvát különleges rendőrség között márciusban lezajlott vértelen összecsapás arra késztette a JNA-t, hogy kérje a szövetségi elnökséget, hogy adjon neki háborús felhatalmazást és hirdessen ki rendkívüli állapotot. Annak ellenére, hogy Szerbia és szövetségesei támogatták, a JNA kérését március 15-én elutasították. Slobodan Milošević szerb elnök, aki inkább a Szerbia bővítésére irányuló törekvést választotta, mint Jugoszláviának Horvátországgal szövetségi egységként történő megőrzését, nyilvánosan azzal fenyegetőzött, hogy a JNA-t a szerb hadsereggel váltja fel, és kijelentette, hogy a továbbiakban nem ismeri el a szövetségi elnökség tekintélyét. A fenyegetés arra késztette a JNA-t, hogy Szerbia terjeszkedése érdekében feladta Jugoszlávia megőrzésének terveit, amivel a JNA Milošević irányítása alá került. Március végére a konfliktus az első halálos áldozatokkal eszkalálódott. Április elején a horvátországi szerb lázadás vezetői kinyilvánították szándékukat, hogy az ellenőrzésük alatt álló területeket egyesítik Szerbiával. Erre Horvátország kormánya úgy reagált, hogy ezeket a területeket szakadár régióknak tekintette.
1991 elején Horvátországnak nem volt reguláris hadserege, ezért védelmének megerősítése érdekében mintegy 20 000-re emelte, és ezzel megduplázta rendőri létszámát. A horvát rendőri erők leghatékonyabb része a 3000 fős különleges rendőrség volt, amely tizenkét, katonai rendszerben szervezett zászlóaljból állt. Mellette 16 zászlóaljban és 10 században 9-10 000 regionálisan szervezett tartalékos rendőr is működött, de hiányoztak a fegyvereik. A helyzet romlására reagálva májusban a különleges rendőrzászlóaljak négy, teljesen hivatásos gárdadandárrá történő bővítésével a horvát kormány létrehozta a  Horvát Nemzeti Gárdát (Zbor narodne garde – ZNG). A Horvát Védelmi Minisztérium irányítása, és a nyugalmazott JNA tábornok Martin Špegelj parancsnoksága alatt álló négy gárdadandár körülbelül 8000 katonából állt. A szintén 40 000 főre bővített tartalékos rendőrséget a ZNG-hez csatolták, és 19 dandárra, valamint 14 önálló zászlóaljra szervezték át. Az gárdadandárok voltak a ZNG egyetlen olyan egységei, amelyek teljesen felszereltek kézifegyverekkel, de egész ZNG-ben hiányoztak a nehézfegyverek, és a dandárszint felett rossz volt a parancsnoki és irányítási struktúra. A nehézfegyverek hiánya olyan súlyos volt, hogy a ZNG a múzeumokból és filmstúdiókból elvitt a második világháborús fegyverek használatához folyamodott. A horvát fegyverkészlet akkoriban 30 000 külföldön vásárolt kézi lőfegyverből és 15 000, korábban a rendőrség tulajdonában lévő fegyverből állt. A gárdadandároktól elvett személyi állomány pótlására új, 10 000 fős különleges rendőrséget hoztak létre.

## A támadás
1991. május 19-én a horvát hatóságok népszavazást tartottak a függetlenségről azzal a lehetőséggel, hogy a lazább unióként fennmaradó Jugoszláviában maradjanak. A helyi szerb hatóságok a népszavazás bojkottjára szólítottak fel, amit a horvátországi szerbek nagyrészt követtek. A népszavazás végül 94%-os szavazattal mondott igent a függetlenségre. Ez alkalomból az újonnan megalakult horvát katonai egységek 1991. május 28-án a zágrábi Kranjčevićeva stadionban katonai parádét és szemlét tartottak. A horvát parlament 1991. június 25-én kikiáltotta Horvátország függetlenségét, és megszüntette Jugoszláviával való kapcsolatát.

### Az első támadás
A támadást egy nappal azután kezdődött, hogy a horvát parlament elfogadta a Horvát Köztársaság szuverenitásáról és függetlenségéről szóló határozatot. A glini rendőrőrs elleni támadást Dragan Vasiljković, más néven Dragan kapitány tervezte és hajtotta végre. A támadáshoz Knin közelében fekvő Golubićban speciális célú egységek kiképzőbázisát hozta létre. Az állomás elleni támadás a szerb Fullánk hadművelet (szerbül: Operacija Žaoka) része volt, amely kezdetben kudarcot vallott, és csak akkor sikerült eredményt elérni, amikor a JNA egységei megadták a szükséges segítséget a szerb lázadóknak a támadás folytatásához . A fegyveres félkatonai csoportok támadása a horvát rendőrség glinai rendőrállomása ellen az első szerb támadás volt a horvátországi háború során a régióban. Az egyik csoportot Dušan Jović szervezte. A szerb lázadók megsegítése érdekében a konfliktus helyszínének közvetlen közelébe még a Horvát Nemzeti Gárda (ZNG) és a rendőrség sziszeki gyalogos egységei érkezése előtt a JNA harckocsiegysége is megérkezett.
A támadás előkészítéseként a JNA egységeit a válságövezetekben előre meghatározott stratégiai pozíciókban telepítették. A hadsereg ilyen hadmozdulatára az volt az ürügy, hogy „ütközőzónákat hoznak létre az új kormánnyal ellenséges lázadók és a lakosság többi része között”. Glinában a JNA 30 páncélozott járművel foglalt állást, és felügyelte a város rendőrállomását, ahol horvát rendőrök dolgoztak. A horvát rendőrök már egy nappal korábban is rendelkeztek információval a küszöbön álló támadásról, a támadásra azonban még a függetlenség kikiáltásának napján, 1991. június 25-én számítottak.
A támadás másnap be is következett. 1991. június 26-án hajnali ötkor a jól felfegyverzett szerb lázadók, akiket a JNA fegyverzett fel már korábban, megtámadták a glinai rendőrőrsöt. A támadásban több száz szerb lázadó vett részt. A szerb lázadók félkatonai egységei először a Horvát Köztársaság belügyi egységeinek külső járőreit, majd magát az állomást támadták meg. Glina városa kézifegyverből leadott lövésektől és gránátok robbanásától visszhangzott. Hamarosan a várost is szerb lázadók vették körül. A Horvát Köztársaság rendőreinek négy órán keresztül sikerült megvédenie az állomást. Négy óra elteltével a támadók tárgyalót küldtek az ostromlott horvát rendőrökhöz, aki útján felajánlották, hogy amennyiben megadják magukat, cserébe kiengedik őket a közeli Jukinac felé. A támadások első hullámában a szerbek megöltek egy 20 éves horvát tartalékos rendőrt, Tomislav Romot, és megsebesítettek több rendőrt, köztük Ivan Šanteket (későbbi parlamenti képviselőt), valamint tucatnyi társát és glinai civileket. A megadásra való felszólítás után először az állomáson tartózkodó szerb rendőrök, majd a horvát rendőrök jöttek ki. A lázadók ekkor közölték az elfogott horvát rendőrökkel, hogy hadifogolynak tekintik őket, és az erre vonatkozó egyezmények vonatkoznak rájuk. Később kiderült, hogy hazudtak.
A támadás során öt horvát rendőrt sebesítettek meg. Az elfogott 16 horvát rendőrt a knini börtönbe vitték, ahol hónapokig bántalmazták őket. Az elfogott horvát rendőrök a fogolycseréig, 1991. augusztus 14-ig fogságban voltak. Van egy videó, amelyen a támadás szervezője, Dragan Vasiljković a glinai rendőrállomás előtt áll, és a lefoglalt rendőrjármű mellett beszél. A JNA, amely látszólag azért volt ott, hogy szétválasztsa a konfliktusban lévő feleket, és egy ütközőzónát hozzon létre az új kormánnyal egyet nem értő lázadók és a lakosság többi része között, nyugodtan figyelte, ahogy a szerb lázadók megtámadják a horvát rendőrséget. Amikor a horvát rendörség különleges egysége (ATJ Lučko) megérkezett az állomás felmentésére, a lázadók csak néhány óráig tartották az állomást, majd visszavonultak. Ezután az ATJ Lučko visszaadta az állomást horvát hatóságoknak. Ezt követően a JNA az állomás köré páncélozott szállító harcjárműveket telepített, és megbénította a horvát rendőrség tevékenységét a környéken, egészen addig, míg a szerb lázadók akadálytalanul átvették az ellenőrzést szinte az egész város felett.
1991. július 7-én az Európai Közösség kérésére és a jugoszláv válság békés megoldása érdekében a horvátok elfogadták a brioni nyilatkozatot, amely három hónapos moratóriumot vezetett be a Horvát Köztársaság szuverenitásáról és függetlenségéről szóló alkotmányos határozatra. Július 16-án a JNA és a szerb lázadók aknavetőtűzzel támadták a Glina közelében fekvő Gornji Viduševacot, ahol horvát rendőrőrs is volt.

### A második támadás
A szerb lázadóknak sikerült elfoglalniuk Glina egészét, kivéve a rendőrállomást és Jukinacot, Glina főként horvátok lakta, Petrinya felé eső részét, mert ezeket a pozíciókat rendőri erők ellenőrizték. A rendőrállomás elleni támadást a lázadó egységek egyetlen katonája indította meg, akinek a feladata egy a rendőrséghez közeli területről a JNA páncélozott járművére való tüzelés volt. Ennek az áltámadásnak a szerepe az volt, hogy elhitesse a jármű személyzetével, hogy a horvát rendőrség lőtt rájuk, és a rendőrőrsre való tüzelésre késztesse őket. A lövöldöző szerbet a rendőrség is észlelte, és az állomásról rálőttek, amelyre viszont a JNA is válaszolt. A JNA egy ezredese a helyszínen ezután azzal fenyegetőzött, hogy erőszakot alkalmaz a szerb lázadókkal szemben, hacsak el nem hagyják a helyszínt. A Vasiljkovićtyal folytatott konzultációt követően a lázadó egységek továbbindultak Viduševac felé, ahol számos polgári épületre, köztük egy iskolára és egy templomra lőttek, majd megfordultak, hogy más irányból közelítsék meg a rendőrséget. Aznap és másnap a horvát belügyi erők és a ZNG tagjai fedezték a horvát lakosság elmenekülését Glinából és Jukinacból, és együtt vonulnak vissza a Glina folyó túlsó partjára Gornji és Donji Viduševac felé. Glina teljes mértékben a JNA és a szerb lázadók ellenőrzése alatt maradt, Jukinacon pedig a JNA tagjai több mint 40 horvát házat romboltak le. Ugyanezen július 26-án a szerb lázadók az unamenti Kuljaniban horvát civileket fogtak el és mészároltak le.
Másnap, 1991. július 27-én a lázadó szerbek a JNA segítségével újra megtámadták a rendőrőrsöt és Jukinac települést, és ekkor elfoglalták Glina egész városát. A rendőrőrsöt július 27-én 11 óra 8 perckor elfoglalták. Az SAO Krajina katonai jelentései szerint a harcokban 27 horvát katona és rendőr vesztette életét. Horvát források két rendőr haláláról és két másik megsebesüléséről, valamint két civil haláláról, köztük egy mesterlövészek által megölt német újságíróról számoltak be. A meggyilkolt újságíró, Egon Scotland, a Süddeutsche Zeitung riportere egy jól megjelölt autóban egy riportertársával hagyta el Glinát, amikor életveszélyesen megsebesült. Ugyanez a forrás azt jelzi, hogy a megmaradt horvát rendőröknek sikerült kivonulniuk Glinából Viduševacba. Ugyanezen a napon megtámadták a közeli unamenti horvát falvakat. Strugában lemészároltak öt elfogott és megsebesült horvát belügyi katonát. Azon a napon megérkeztek az Unamentéről menekülő horvátok.A glinai rendőrállomás elestével a horvát rendőrség tagjai és a horvát hatóságokhoz hű lakosság elkezdtek visszavonulni Gornji és Donji Viduševac felé. Mindkét falu hamarosan a lázadó szerbek ellenőrzése alá került.

## Fordítás
- Ez a szócikk részben vagy egészben  a   Napad na policijsku postaju u Glini című horvát Wikipédia-szócikk ezen változatának fordításán alapul.  Az eredeti cikk szerkesztőit annak laptörténete sorolja fel. Ez a jelzés csupán a megfogalmazás eredetét és a szerzői jogokat jelzi, nem szolgál a cikkben szereplő információk forrásmegjelöléseként.